# 九重 (銘菓)
九重（ここのえ）は、東北地方の和菓子飲料である。
九重は細かなあられ球の粒々に柚子、ぶどう、緑茶の風味をつけた糖衣を絡めたものである。袋から粒々を取り出し器に入れた後にお湯または水を注ぐと、糖衣が溶けて水に美しい色をつけ、あられが浮かびあがってくる。粉末ジュースのようなユニークな和菓子である。
現在は、宮城県仙台市の玉澤と福島県喜多方市の奈良屋が製造販売を行っている。2023年8月から2024年現在原材料不足のためゆずのみが販売を行っている。ぶどうと挽き茶は引き続き販売中止中再開時期は未定。尚2023年9月まではゆずも販売中止をしていた。

## 歴史
現在,仙台市で九重の製造販売を行っている老舗和菓子店,「九重本舗玉澤」のルーツは、江戸時代の延宝3年（1675年）に創業された老舗和菓子店,「玉沢」（玉澤）である。玉沢は特産品,仙台駄菓子で有名な仙台藩の仙台城下町の中心地,国分町に店を構える、仙台藩の御用菓子司であった。
ただし、玉沢が販売した九重を最初に作ったのは、福島県喜多方市塩川町の栗村千代吉(九重本舗奈良屋創業者)だった。栗村から九重の作り方を伝授された玉沢伝蔵が、1901年（明治34年）、九重を販売する前に、陸軍大演習で仙台に来た明治天皇に九重を献上した。このとき明治天皇が名付けた商品名が「九重」である。
明治天皇は明治維新の際の戊辰戦争のとき奥羽越列藩同盟(東武天皇の仙台朝廷)と戦ったため、明治天皇は自分の天皇としての地位を脅かした仙台藩,宮城県,仙台市を嫌っていたと言われており、明治天皇が仙台の老舗和菓子店,玉沢の商品に名付けた「九重」という商品名には、「苦(九)を重ねる」という不吉な意味が込められているとする説もある。
仙台市の玉沢からは1913年（大正2年）に近江嘉尾留がのれん分かれして名掛丁に「駅前玉沢」を開き、本家の玉沢と共に九重を製造販売した。
しかしその後,本家の玉沢は倒産してしまい、営業権を得た清野間太郎が「玉沢総本店」を設立し九重の製造販売を続けた。ところが玉澤総本家は喜多方市,奈良屋の栗村に対する契約をめぐって駅前玉沢も交えた訴訟となり、玉沢総本店は裁判で敗れた。
1941年（昭和16年）、両玉沢を含めた仙台の菓子店は企業統合の対象になって一度断絶した。その後も砂糖が入手できずに菓子業が不可能に近い時代が続いた。
しかし1950年（昭和25年）、近江嘉尾留の子,近江逸郎が「九重本舗玉澤」を仙台市の南町通りに開き、九重の販売を再開した。
現在,九重本舗玉澤は仙台とその周辺各地に店舗があり、既にかなり以前から九重を飲む客は少ないため、九重本舗玉澤は九重ではなく水羊羹(ようかん)やクルミ入りのゆべしを主力商品として販売している。